# Amar-girid
Amar-girid – król Uruk okresu staroakadyjskiego, który w początkowych latach panowania Naram-Sina (2270-2235 r. p.n.e.) przewodził powstaniu miast południowej części Sumero-Akadu. Niemal równocześnie rewoltę na północy wszczął samozwańczy władca Kisz znany pod imieniem Iphur-Kisz. Wiadomo, że Naram-Sin zdołał stłumić powstania w obu częściach imperium swego dziada (tj. Sargona Akadyjskiego), po czym przystąpił do restauracji jego struktur podupadłych w trakcie rządów swego ojca i stryja.